# Kouji Takasawa
Kouji Takasawa (高沢 公治, Takasawa Kōji), né le 13 août 1974, est un coureur du combiné nordique japonais.

## Carrière
Il fait ses débuts en coupe du monde ont lieu en janvier 1996 à Schonach. Deux semaines plus tard, il monte sur son premier et unique podium à ce niveau à Murau. Il est ensuite absent trois ans de la compétition et prend part surtout à la coupe du monde B, dont il remporte une épreuve à Lake Placid. Sa carrière se prolonge jusqu'en 2002.

### Coupe du monde
- Meilleur classement général : 26e en 1996.
- 1 podium individuel : 1 troisième place.

### Coupe du monde B
- 6 podiums dont 1 victoire.